# Greenpeace Magazin
Das Greenpeace Magazin war eine zweimonatlich erscheinende Zeitschrift. Sie erschien in der Greenpeace Media GmbH und finanzierte sich ausschließlich über Vertriebserlöse. Im September 2024 erschien die letzte gedruckte Ausgabe. Die Redaktion gründete ein Nachfolgeprojekt unter dem Titel Atmo, das seit Mai 2025 am Markt ist.

## Konzept
Neben der kritischen Berichterstattung über Themen aus Politik und Wirtschaft lagen die inhaltlichen Schwerpunkte auf den Bereichen Umweltschutz, Menschenrechte und soziale Bewegungen. Im Sinne des konstruktiven Journalismus wurden nach Möglichkeit Lösungsansätze aufgezeigt, zudem gab es Service und Handreichungen für Verbraucher. Das Heft wurde auf Recyclingpapier und ohne optische Aufheller gedruckt. Die Produktion war durchgehend CO2-neutral.
Über die Printausgabe hinaus gab es das Magazin auch als App für Tablet und Smartphone mit zusätzlichen Features. Auf der Website greenpeace-magazin.de erschienen täglich aktuelle Meldungen. Einmal wöchentlich wurde ein Newsletter verschickt. Das Greenpeace Magazin war mehrfach preisgekrönt. 1996 hatte es einen Merit Award des Art Directors Club New York, 2006 einen Lead Award Silber, den Hamburger Designpreis und 2015 einen Lead Award in der Kategorie Independent des Jahres für den Online-Auftritt zugesprochen bekommen.
Das Greenpeace Magazin erreichte 2018 eine Auflage von rund 90.000 verkauften Exemplaren. Es wurde als Print- und Digital-Abonnement vertrieben. Die Seitenanzahl variierte zwischen 84 und 102 Seiten. Das Magazin enthielt keine Werbeanzeigen.

## Geschichte
Bis 1993 war das Greenpeace Magazin Teil der Greenpeace Nachrichten. Nach der Abspaltung mit der Nummer 2/1993 wurde es finanziell und redaktionell unabhängig von der Umweltorganisation Greenpeace. 1996 ging die Website des Greenpeace Magazins noch vor dem Internetauftritt von Greenpeace online. 2016 wurde Kurt Stukenberg, zuvor Leiter Digital-Strategie, zum Co-Chefredakteur neben Kerstin Leesch, seit 2015 Geschäftsführerin der Media GmbH und Chefredakteurin. Beide verließen 2018 das Unternehmen. Als Grund für diese „einvernehmliche Trennung“ wurden „unterschiedliche Auffassungen über die zukünftige Ausrichtung von Greenpeace Media“ angegeben. Der Doppelspitze folgte Michael Pauli, der zuvor Bereichsleiter Kommunikation bei Greenpeace Deutschland war. Dieser Führungswechsel wurde zum Anlass genommen, die redaktionelle Integrität des Magazins in Frage zu stellen.

### Stern TV und der „Lidl-Deal“
Zwischen Juli 2006 und Juli 2007 wurde das Greenpeace Magazin über den Lebensmitteldiscounter Lidl vertrieben, was für Erstaunen sorgte, auch weil Lidl noch Ende 2005 in einer Pestizidstudie des Greenpeace e. V. besonders schlecht abschnitt. Eine weitere Besonderheit des Belieferungsvertrags war das Umgehen von Pressegrossisten und damit der Verzicht Lidls auf das sonst übliche Remissionsrecht. Anfangs betrug die garantierte Abnahmemenge Lidls 150.000 Hefte, was mehr als der Hälfte der Gesamtauflage des Magazins entsprach. Im ersten und zweiten Quartal 2007 garantierte Lidl weiterhin die Abnahme von 60.000 Heften, was immer noch fast einem Drittel der verkauften Auflage entsprach.
Bei einer zweiten Pestizidstudie des Greenpeace e. V. im Februar 2007 rückte Lidl vom letzten auf den ersten Platz auf. Das Reportagemagazin stern TV berichtete daraufhin im Juni 2007 über die Besonderheiten des Belieferungsvertrages zwischen Greenpeace-Magazin und Lidl und mutmaßte eine Einflussnahme dieses „Deals“ auf das positive Testergebnis. Der Greenpeace e. V. dementierte einen derartigen Zusammenhang. Stern TV veranlasste nach der Sendung einen weiteren Pestizidtest, aus dem wiederum Lidl als Testsieger hervorging. Dennoch stellte die Greenpeace Media GmbH den Verkauf des Greenpeace Magazins bei Lidl Mitte 2007 ein, die verkaufte Auflage ging daraufhin auf 120.000 Exemplare zurück.

### Einstellung und Nachfolgeprojekt unter dem TitelAtmo
Mit der Nummer 6/2024 im September 2024 wurde das Erscheinen des Greenpeace Magazins (GPM) eingestellt, weil die steigenden Produktionskosten durch die Einnahmen aus den Abonnements nicht mehr zu decken seien.
Die Redaktion des Greenpeace Magazins hat ein eigenes Folgeprojekt unter dem Namen Atmo gegründet. Nachdem die Zeitschrift im März 2024 angekündigt worden war, erschien die erste Ausgabe von Atmo Ende Mai 2025.

## Projekte

### Lügendetektor
Viele Unternehmen betreiben Greenwashing. Von 2008 bis 2011 veröffentlichte der Blog „Der Klima-Lügendetektor“ in Zusammenarbeit mit dem Greenpeace Magazin Kommentare zu ausgewählten Fällen von Greenwashing. Der Blog wurde 2008 mit dem Umwelt-Medienpreis der Deutschen Umwelthilfe ausgezeichnet.
Seit 2011 arbeiteten die Autoren des Blogs und das Greenpeace Magazin nicht mehr zusammen, der Blog wurde 2021 eingestellt. Bis Mitte 2014 veröffentlichte das Greenpeace Magazin auf seiner Internetseite einen eigenen „Lügendetektor“. Er versuchte ebenfalls, verdrehte Informationen, irreführende oder weggelassene Zusammenhänge aufzuzeigen.

### Adbusting
Unter der Rubrik „Keine Anzeige“ veröffentlicht das Greenpeace Magazin auf der Rückseite jeder Ausgabe eine satirisch veränderte Anzeige.

### Das Warenhaus
Das Greenpeace Magazin betrieb außerdem ein Online-Warenhaus als Versandhandel für umwelt- und sozial gerechte Produkte. Die Produktpalette erstreckte sich von saisonalen Produkten wie Blumen- und Pflanzensamen über Wolldecken aus ökologischer deutscher Schafszucht, Solarprodukte und Klebebänder bis hin zu Hockern aus Barrique-Fässern und Banner-Taschen, welche zuvor für Greenpeace im Einsatz waren. Außerdem erhielt man im Warenhaus sämtliche Magazine und weitere Eigenproduktionen wie Bücher, Jahreskalender, Saisonkalender für Obst und Gemüse, Postkarten und Ratgeber des Greenpeace Magazins.
Das im Frühjahr 2015 in der Greenpeace Magazin Edition erschienene Buch „Die Biene. Eine Liebeserklärung“ wurde mit dem German Design Award 2017, von der Stiftung Buchkunst als „Eines der schönsten deutschen Bücher 2016“, vom TDC Type Directors Club Tokyo 2016 in der Kategorie „Editorial/Book Design“ und vom TDC Type Directors Club New York in der Kategorie „Award for Typographic Excellence“ ausgezeichnet.

### Abo-Prämie Minenräumaktion
Neben Abo-Prämien aus dem Warenhaus bot das Greenpeace Magazin neuen Lesern die Möglichkeit, Minen räumen zu lassen. Für jedes neue oder verschenkte Abo ließ das Magazin 6 m² Minenfeld in Bosnien räumen. Nach Angaben des Magazins wurden bis 2017 das 80.000 m² große Minenfeld am Fetten Berg bei Sarajevo, ein 240.000 m² großes Areal hinter einer Schule in Sjenina Rijeka, 39.000 m² nahe einer Schule in Podzvizd, 100.000 m² im Una-Nationalpark, 140.500 m² bei der Zwergschule Trstenci, 7.500 m² in Pećigrad und Miloševac, 215.000 m² Verdachtsflächen im Brčko-Korridor, 170.000 m² beim Kinderdorf „Selo Mira“ nahe Lukavac, 1,3 Millionen m² in Gradačac und 64.200 m² am Ufer der Spreče geräumt.

## Buchveröffentlichungen
- Greenpeace Magazin (Hrsg.): Kochtagebücher. 1. Auflage. Hamburg 2017, ISBN 978-3-944222-07-3.
- Greenpeace Magazin (Hrsg.): Textil-Fibel 5. Hamburg 2016, ISBN 978-3-944222-05-9.
- Greenpeace Magazin (Hrsg.): Die Biene. Eine Liebeserklärung. 1. Auflage. Hamburg 2015, ISBN 978-3-944222-03-5.
- Greenpeace Magazin (Hrsg.): Tu was! 77 Tipps für eine bessere Welt. Hamburg 2011, ISBN 978-3-9811689-7-6 (vergriffen).
- Greenpeace Magazin (Hrsg.): Das NGO-Handbuch: Non Governmental Organisations. 1. Auflage. Hamburg 2007, ISBN 978-3-9811689-0-7 (vergriffen).
- Gero Günther: Jens, Lotti und die Schafe. Hrsg.: Greenpeace Magazin. Hamburg 2009, ISBN 978-3-9811689-4-5 (vergriffen).